# Arezki Idjerouidene
Pour les articles homonymes, voir Idjerouidene et Arezki.
Arezki Idjerouidene (en kabyle : Aṛezqi Iǧerruden), né le 17 juin 1955 à Iflissen (Algérie) et mort le 24 avril 2016 à Paris, est un homme d'affaires franco-algérien, P-DG de l'entreprise française GoFast, groupe spécialisé dans le tourisme et le transport, dont la compagnie aérienne Aigle Azur était l'une des filiales jusqu'à 2017.

## Biographie
Après des études de droit à l'université d'Alger, il quitte en 1977 l'Algérie pour Paris. Il y travaille d'abord comme agent de comptoir dans une agence de voyages. Évoluant rapidement au sein de l'agence, il contribue à développer avec succès en 1981 un département de fret. La demande devenant de plus en plus forte, il crée en 1983 GoFast, sa propre société de services logistique et de transit. La société se spécialise en partie dans le transport de la presse vers le Moyen-Orient, mais mis en difficulté par la première guerre du Golfe en 1990, Idjerouidene s'oriente dans le transport d'équipements industriels vers l'Algérie. Il parvient notamment à y bénéficier de lignes aériennes régulières et à obtenir d'Air Algérie, et son monopole, l'affrètement de ses avions. Le 13 février 2001, il cède la compagnie aérienne Antinea Airlines à Rafik Khalifa. La même année, il rachète la compagnie aérienne Aigle Azur. En 2002, il reçoit pour son groupe GoFast le trophée de la société la plus performante d'Île-de-France et la deuxième au niveau national. Il est fait en 2004, chevalier de la Légion d'honneur par le président Jacques Chirac.
En 2012, il cède 48% du capital d'Aigle Azur au groupe chinois HNA. Aigle Azur a de grandes ambitions, le long courrier vers la Chine.
En février 2014, il cède sa place de PDG d'Aigle Azur à Cédric Pastour, mais garde son rôle d'actionnaire majoritaire de la compagnie à hauteur de 52%.
Il meurt le 24 avril 2016 à Paris des suites d'une longue maladie. Il est inhumé au cimetière du Père-Lachaise (division 49).